# Thiago Cionek
Thiago Rangel Cionek (* 21. April 1986 in Curitiba, Brasilien) ist ein polnischer Fußballspieler.

## Herkunft
Cionek wurde in Curitiba geboren und wuchs dort auf. Er ist der Nachfahre polnischer Einwanderer, die Anfang des 20. Jahrhunderts aus Polen nach Brasilien auswanderten. Daher besitzt er seit dem 3. Oktober 2011 neben der brasilianischen auch die polnische Staatsangehörigkeit. Er spielt in der Abwehr vorrangig als Innenverteidiger.

## Karriere

### Im Verein
Thiago Rangel Cionek begann seine Karriere beim unterklassigen Klub Vila Hauer EC in seiner Geburtsstadt Curitiba. Von 2005 bis 2006 gehörte er zum Kader der ersten Mannschaft von Cuiabá EC. Im Juli 2006 wechselte er zum portugiesischen Drittligisten und Aufsteiger GD Bragança. Dort kam er zu zwei Einsätzen und erzielte ein Tor. Nach dem Abstieg des Vereins im Sommer 2007 kehrte Cionek nach Brasilien zurück und wechselte zum Zweitligisten Clube de Regatas Brasil. Dort kam er in der Saison 2007 zu seinem ersten Einsatz im Profifußball. Nachdem er ab Juni 2008 ein dreiwöchiges Probetraining beim polnischen Erstligisten Jagiellonia Białystok absolviert hatte, unterschrieb er dort im Juli 2008 einen Dreijahresvertrag bis Ende Juni 2011.

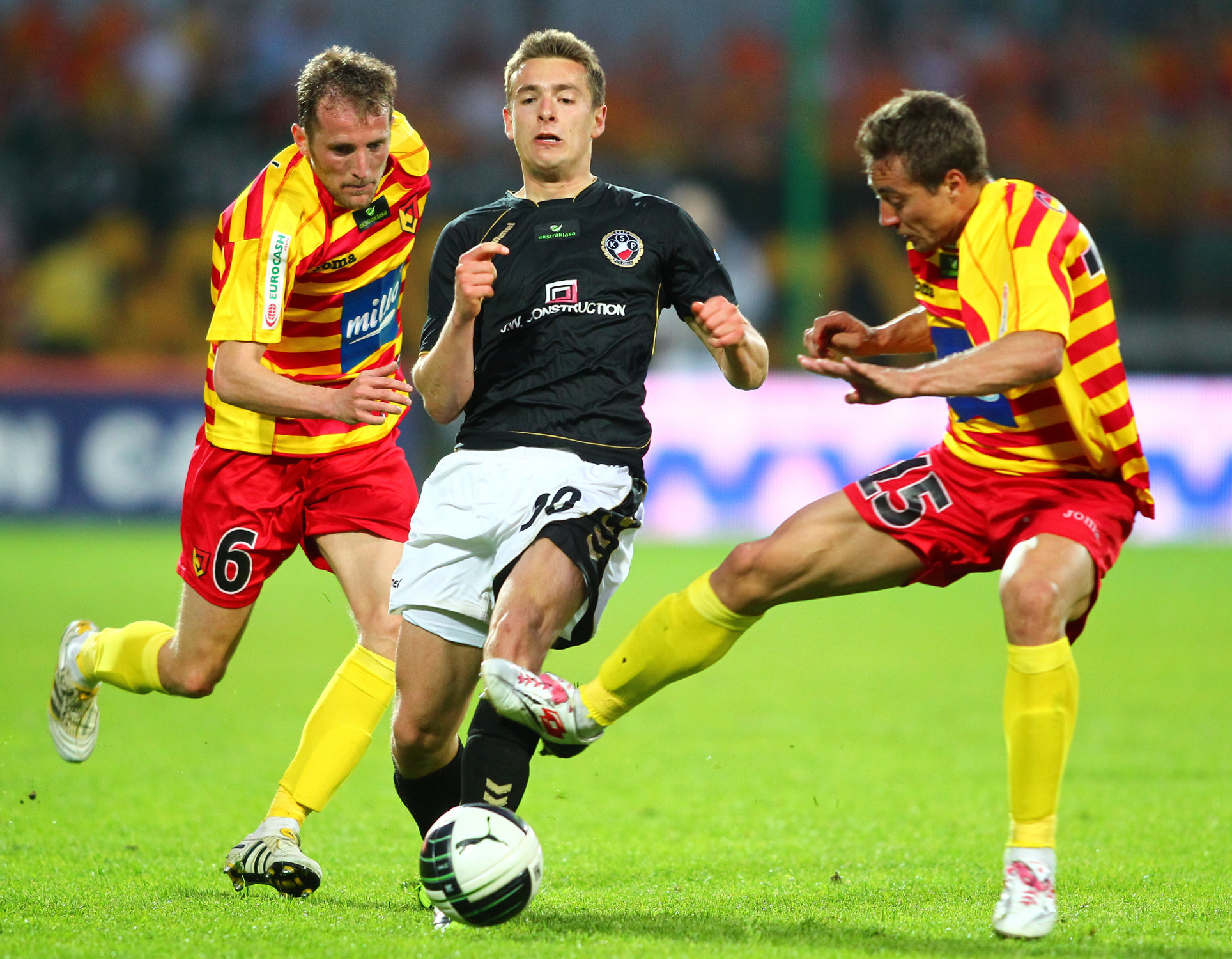
Cionek (rechts) im Spiel gegen Polonia Warschau

Cionek erkämpfte sich auf Anhieb einen Stammplatz und gewann mit dem Klub im Jahr 2010 den Pokal und den Supercup. Im Juni 2010 verlängerte er seinen Vertrag um zwei Jahre bis Ende Juni 2013. Insgesamt kam er zu 91 Einsätzen und erzielte drei Tore in der Ekstraklasa. Ende August 2012 wechselte er für umgerechnet etwa 400.000 Euro zum italienischen Zweitligisten Calcio Padova, bei dem er einen Dreijahresvertrag bis Ende Juni 2015 unterschrieb. Dort eroberte er sich auch sofort einen Stammplatz. Im Sommer 2013 wechselte er auf Leihbasis zum Ligakonkurrenten FC Modena. Nach einer Saison mit starken Leistungen wurde er im Juli 2014 schließlich fest vom FC Modena verpflichtet. Am 11. Januar 2016 wurde Cionek vom italienischen Erstligisten US Palermo verpflichtet. Es dauerte bis zum 31. Spieltag, bis er seinen ersten Einsatz bekam. Danach bestritt er auch noch die letzten vier Saisonspiele über die volle Spielzeit.
Im Januar 2018 wechselte Cionek zu SPAL Ferrara, zwei Spielzeiten später in die Serie B zu Reggina 1914.

### In der Nationalmannschaft
Cionek wurde Anfang Mai 2014 das erste Mal durch Nationaltrainer Adam Nawałka in die A-Nationalmannschaft Polens für das Benefizspiel in Hamburg gegen Deutschland am 13. Mai 2014 berufen. In diesem Spiel stand er in der Startformation und gab damit sein Länderspieldebüt.
In der Qualifikation für die Europameisterschaft 2016 saß er in allen Partien auf der Bank, wurde jedoch bei Freundschaftsspielen eingesetzt und ins EM-Aufgebot aufgenommen. Einmal, im dritten Gruppenspiel, wurde er gegen die Ukraine in der Startelf eingesetzt. Bei den beiden K.-o.-Spielen bis zum Ausscheiden im Viertelfinale saß er auf der Bank.
Bei der Weltmeisterschaft 2018 in Russland gehörte Cionek zum polnischen Aufgebot. Er wurde lediglich im ersten Gruppenspiel gegen den Senegal eingesetzt; dabei fälschte er den Ball in das eigene Tor ab. Polen verlor das Spiel mit 1:2.

## Erfolge
- Polnischer Pokalsieger: 2010
- Polnischer Supercupsieger: 2010